# Modelo SIR
El modelo SIR es uno de los modelos epidemiológicos más simples capaces de capturar muchas de las características típicas de los brotes epidémicos. El nombre del modelo proviene de las iniciales S (población susceptible), I (población infectada) y R (población recuperada). El modelo relaciona las variaciones de las tres poblaciones (Susceptible, Infectada y Recuperada) a través de la tasa de infección y el período infeccioso promedio.

## Introducción

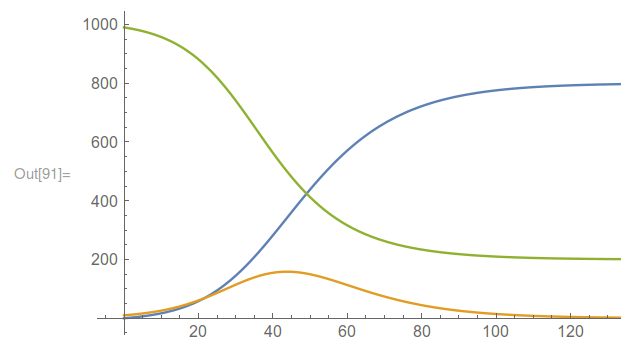
Un ejemplo de modelo SIRS (Verde = Población susceptible, Amarillo= Población infectada y Azul = Población recuperada).

La mayor parte de modelos epidemiológicos se basan en dividir a la población sujeta a la infección en un pequeño número de grupos compartimentados, cada uno de estos grupos está formados por individuos idénticos en términos de su estatus con respecto a la infección en cuestión. En el modelo SIR, existen tres grupos compartimentados:
- Población susceptible (S), individuos sin inmunidad al agente infeccioso, y que por tanto puede ser infectada si es expuesta al agente infeccioso.
- Población infectada (I), individuos que están infectados en un momento dado y pueden transmitir la infección a individuos de la población susceptible con la que entran en contacto.
- Población recuperada y fallecidos (R), individuos que son inmunes a la infección (o fallecidos), y consecuentemente no afectan a la transmisión cuando entran en contacto con otros individuos.[1]

La población total es {\displaystyle \scriptstyle N=S+I+R}. Hecha esta compartimentación se hace necesario especificar ecuaciones que describan la variación temporal del número de individuos en cada compartimento. El grafo de la solución {\displaystyle \scriptstyle I(t)} debería ser semejante con la progresión observada del número de personas infectadas. El número de individuos en cada compartimentos deben ser números enteros, aunque dado el gran tamaño de la población {\displaystyle \scriptstyle N} las variables S, I, R pueden ser tratadas como variables continuas, y el modelo SIR viene dado por las siguientes ecuaciones diferenciales:

{\displaystyle {\begin{array}{rl}{\cfrac {dS}{dt}}=&-\beta SI\\{\cfrac {dI}{dt}}=&+\beta SI-\gamma I\\{\cfrac {dR}{dt}}=&\gamma I\end{array}}}

Aquí, la tasa de transmisión {\displaystyle \scriptstyle \beta } y la tasa de recuperación {\displaystyle \scriptstyle \gamma } (de tal manera que el período medio de recuperación es {\displaystyle \scriptstyle 1/\gamma }). Este modelo SIR básico tiene una larga historia y actualmente se ha generalizado tanto que puede hallarse incluso en libros de introductorios de cálculo como una aplicación de las ecuaciones diferenciales.

## Enlaces
- The SIR model and the Foundations of Public Health (UAB)- http://mat.uab.cat/matmat/PDFv2013/v2013n03.pdf
- On the Mathematical Interpretation of  Epidemics by Kermack and McKendrick